# Seker
Seker (Sokar, Sokhar, Sokaris) var i egyptisk mytologi en underjordisk väktare som representerades som en hök.  

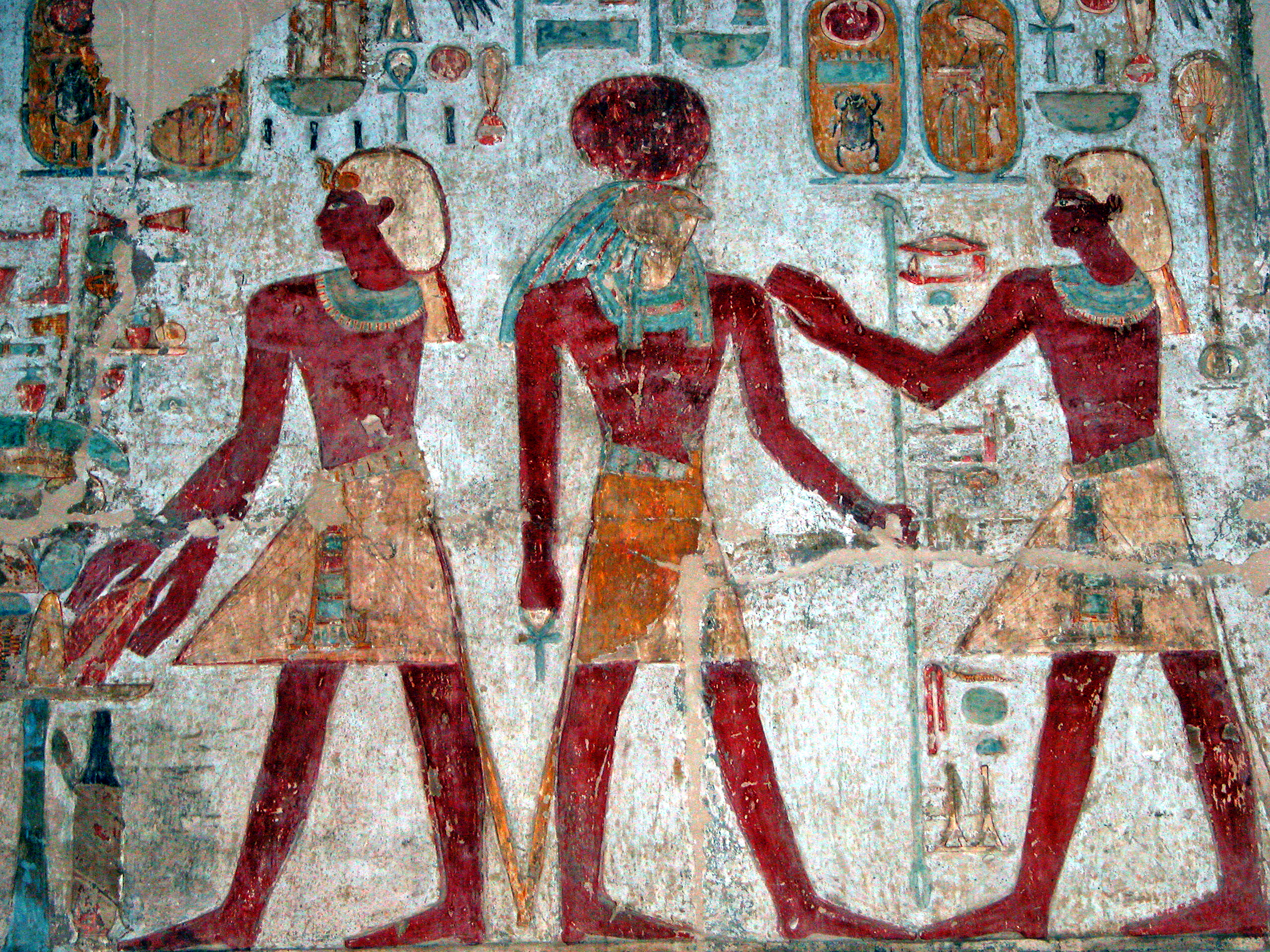